# Oxana Kotowa
Oxana Kotowa (kasachisch Оксана Котова, * 21. Dezember 1974) ist eine ehemalige kasachische Skilangläuferin.
Kotowa trat international erstmals bei den nordischen Skiweltmeisterschaften 1993 in Falun in Erscheinung. Ihre besten Platzierungen dabei waren der 53. Platz über 15 km klassisch und der 12. Rang mit der Staffel. Im folgenden Jahr lief sie bei den Olympischen Winterspielen in Lillehammer auf den 56. Platz über 5 km klassisch, auf den 48. Rang in der Verfolgung, auf den 47. Platz über 30 km klassisch und auf den 43. Rang über 15 km Freistil. Zudem errang sie dort zusammen mit Natalja Schtaimez, Jelena Tschernezowa und Jelena Wolodina den 13. Platz in der Staffel. Ihre letzten internationalen Rennen absolvierte sie bei der Winter-Universiade 1995 in Candanchú. Dort kam sie auf den 44. Platz über 10 km klassisch.